# مطار جزر مارشال الدولي
مطار جزر مارشال الدولي (بالإنجليزية: Marshall Islands International Airport)‏ (إياتا: MAJ، إيكاو: PKMJ، معرف الموقع إف إيه إيه: MAJ)، ويُعرف أيضا باسم مطار أماتا كابوا الدولي، هُو مطار دولي يقع بالقُرب من مدينة ماجورو عاصمة جمهورية جزر مارشال.

## شركات الطيران والوجهات
| شركـات طيـران         | الوجهات |
| --------------------- | --- |
| Air Marshall Islands  | Ailuk، Airok، Aur، Bikini، Ebon، Elenak، Enejit، Enewetak، Jaluit، Jeh، Kaben، Kili، Kwajalein، Lae، Majkin، Maloelap، Mejit، Mili، Namdrik، Rongelap، Ujae، Utirik، Wotho، Wotje |
| خطوط ناورو الجوية     | مطار بريزبان، مطار ناورو الدولي، Pohnpei، مطار بونريكي الدولي |
| الخطوط الجوية المتحدة | Chuuk، مطار أنتونيو بي وان بات الدولي، مطار هونولولو الدولي، Kosrae، Kwajalein، Pohnpei                                                                                           |